# 景晓村
景晓村（1917年—1994年），又名景慕达，男，山东章丘人，中国政治人物，曾任农业机械部常务副部长，第六、七届全国政协委员。